# Базарово (Днепропетровская область)
Базарово (укр. Базарове) — село,
Лозоватский сельский совет,
Криворожский район,
Днепропетровская область,
Украина.
Код КОАТУУ — 1221884002. Население по переписи 2001 года составляло 51 человек.

## Географическое положение
Село Базарово находится на расстоянии в 2,5 км от села Новоанновка.
По селу протекает пересыхающий ручей с запрудой.
Рядом проходит автомобильная дорога Н-23.